# Théorème de Newton sur les diamètres
Pour les articles homonymes, voir Théorème de Newton.

Pour cette courbe cubique, les isobarycentres des points d'intersection de la courbe avec les droites bleues (resp. orange) sont sur la demi-droite bleue (resp.orange)

En géométrie algébrique, le théorème de Newton sur les diamètres est une propriété, remarquée par Isaac Newton en 1706 dans son Enumeratio linearum tertii ordinis,  sur les courbes algébriques et les faisceaux de droites parallèles : si l'on mène dans le plan d'une courbe algébrique plane une série de transversales parallèles à une droite fixe et si l'on prend, sur chacune de ces transversales, l'isobarycentre des points d'intersection avec la courbe, tous ces centres seront sur une même droite.

## Principe de  démonstration
Une démonstration possible   s'appuie sur le fait que, dans un polynôme de degré n, la somme des racines est égal à l'opposé du quotient du coefficient du terme de degré n - 1 par le coefficient du terme de degré n.
On considère une courbe algébrique de degré n d'équation F(x ,y) = 0. On peut, sans perte de généralité, supposer que les droites parallèles ont pour équation y = mx + p où m est fixe et p variable. On ne considère que les droites possédant n points d'intersection avec la courbe. Les abscisses xi de ces points d'intersections sont les racines du polynôme  F(x, mx + p) de variable x.  Dans ce polynôme, le coefficient du terme de degré n est un terme indépendant de p et le coefficient du terme de degré n - 1 est un polynôme en p de degré inférieur ou égal à 1. Il en est  donc de même de la somme et de la moyenne des  xi . Les coordonnées du barycentre G sont alors  toutes deux des fonctions affines de p. Lorsque le paramètre p varie, le point G parcourt  bien une portion de droite.

## Illustration et élargissement
Dans le cas des coniques (courbes algébriques de degré deux) , cette propriété est connue depuis les mathématiciens grecs, notamment d'Apollonius de Perge  : si l'on trace une série de parallèles coupant une conique, et si l'on prend, sur chaque parallèle, le milieu  des points d'intersection, tous ces milieux seront sur une même droite. Cette droite est appelée pour une conique, diamètre de la conique relativement à la direction  des parallèles. Par analogie, on appelle aussi «diamètre conjugué à une direction»  la droite associée au faisceau de droites de même direction. Michel Chasles élargit vers 1830 cette propriété aux surfaces algébriques en parlant de plan-diamètre conjugué à un axe fixe.
Cette propriété est un cas limite du théorème de Cotes sur les moyennes harmoniques dans le cas où le point P est envoyé à l'infini.